# Consell Regional del Llenguadoc-Rosselló
|  | Aquest article tracta sobre el consell regional de l'antiga regió de Llenguadoc-Rosselló abolit a partir de l'1 de gener de 2016. Si cerqueu l'assemblea que el succeeix, vegeu «Consell regional d'Occitània». |

El Consell regional del Llenguadoc-Rosselló (occità Conselh regional dei Lengadòc-Rosselhon) era l'assemblea elegida de la regió francesa de Llenguadoc-Rosselló fins al 31 de desembre de 2015, després de la incorporació de la regió amb Migdia-Pirineus per formar la nova regió d'Occitània.
Estava format per 67 membres elegits cada sis anys. La seu era a Montpeller. Les assemblees plenàries se celebraven a l'hôtel de Région, al barri d'Antigone, als marges del riu Les, construït per Ricard Bofill el 1988.

## Composició del consell 2004-2010

### LlistaUnion toute!(PS-PCF-PRG-Verts)
- Aude
  - Éric Andrieu (alcalde de Vilaroja de Termenés)
  - Jacqueline Besset (conseller municipal de Castellnou d'Arri)
  - Henry Garino (conseller municipal de Carcassona)
  - Maryse Arditi
  - Didier Codorniou (alcalde de Gruissan)
  - Tamara Rivel (conseller municipal de Carcassona)
  - Silvain Pastor
- Gard
  - Damien Alary (president del consell general du Gard, cantó de Saint-Hippolyte-du-Fort)
  - Corinne Giacometti (conseller municipal de Nimes)
  - Jean-Paul Bore
  - Michèle Comps (alcalde adjunt de Vieussan)
  - Fabrice Verdier (alcalde de Fons-sur-Lussan)
  - Marie Canet-Janin
  - Karine Margutti (conseller municipal de Ròcamaura)
  - Laurette Bastaroli (adjunt de l'alcalde de Banhòus de Céser)
  - Frédéric Lopez
  - Chantal Vinot (alcalde de Méjannes-le-Clap)
  - Robert Crauste (conseller municipal del Lo Grau dau Rèi)
- Erau
  - Anne-Yvonne Le-Dain (conseller municipal de Castèlnòu de Les)
  - Jean-Claude Gayssot
  - Paul Alliès
  - Yves Piétrasanta (adjunt de l'alcalde de Mesa)
  - Éliane Bauduin
  - Georges Frêche (president de Montpeller-Aglomeració, conseller municipal de Montpeller)
  - Paulette Charles
  - Robert Navarro (senador de l'Erau)
  - Marie Meunier-Polge
  - Michel Lentheric (adjunt de l'alcalde de Sant Joan de Vedats)
  - Josiane Collerais
  - Jean-Louis Bousquet (conseller municipal de Besiers)
  - Béatrice Négrier
  - Max Lévita (adjunt de l'alcalde de Montpeller)
  - Jocelyne Pezet-Romieux (conseller municipal de Nimes)
  - Michel Gaudy (conseller general del cantó de Floreçac)
  - Michèle Weil
- Losera
  - Alain Bertrand (alcalde de Mende)
- Pirineus Orientals
  - Christian Bourquin (president del Consell General dels Pirineus Orientals, cantó de Millars)
  - Colette Tignères (conseller municipal de Perpinyà)
  - Jean-Baptiste Giordano
  - Nicole Sabiols (conseller municipal de Perpinyà)
  - Jacques Cresta (conseller municipal de Cabestany)
  - Jany Prats-Vidal (adjunt a l'alcalde de Sant Esteve del Monestir)
  - Philippe Galano

### LlistaRéussir ensemble(UMP-DVD-NI)
- Aude
  - Michel Moynier (conseller municipal de Narbona)
  - Isabelle Chesa (adjunt a l'alcalde de Carcassona)
- Gard
  - Jacques Blanc (senador de la Losera, alcalde de La Canourgue)
  - Mireille Cellier (conseller municipal de Bellcaire)
  - Richard Flandin, (conseller municipal d'Arle)
  - René Cret (conseller municipal de Banhòus de Céser, diputat-suplent)
- Erau
  - Anne Marie Fornet
  - Stéphan Rossignol (alcalde de La Mota Granda)
  - Françoise Fassio (conseller municipal de Ferrières-les-Verreries)
  - Alphonse Cacciaguera (alcalde de Saint-Clément-de-Rivière)
  - Monique Valaize (adjunt au alcalde de Béziers)
  - Marcel Roques (alcalde de Lamalou-les-Bains)
- Losera
  - Francis Saint-Léger (diputat de la primera circumscripció de Losera)
- Pirineus Orientals
  - Pierre Becque
  - Danièle Pagès (adjunt a l'alcalde de Perpinyà)
  - Roger Torreilles

### LlistaFront Nacional
- Aude
  - Robert Morio
- Gard
  - Évelyne Ruty
  - François Bonnieux
  - Hélène Zouroudis
- Erau
  - Jean-Claude Martinez
  - France Jamet
  - Francis Cabanne
- Pirineus Orientals
  - Alain Jamet

## Presidents del Consell regional
- Francis Vals (1974-1974)
- Edgar Tailhades (1974-1983)
- Robert Capdeville (1983-1986)
- Jacques Blanc (1986-2004)
- Georges Frêche (2004-2010)
- Josiane Collerais (2010) (interina)
- Christian Bourquin (2010-2014)
- Robert Navarro (2014) (interin)
- Damien Alary (2014-2015)